# Torta mantovana
La torta mantovana (PAT) è un dolce il cui nome non è legato al territorio bensì, probabilmente, a vicende storiche. È un dolce tipico della cucina mantovana ed è relativamente diffuso in Toscana e la zona tradizionale di produzione è Prato. Famosa è quella sfornata dallo stesso biscottificio che produce i Biscotti di Prato. È un dolce a pasta soffice e profumata, di un colore giallo intenso, ricca di mandorle, burro e spolverata abbondantemente di zucchero a velo.
È ottima come dessert ma anche come dolce da prima colazione o da merenda.
La si accompagna benissimo con il caffè, il latte o il tè.

## Leggende e storia
Gli eventi che riconducono al nome sono legati ad una vicenda che ha per metà il sapore di leggenda e per metà quello della storia. Si racconta che la ricetta della "mantovana" fosse un lascito, alla corte De'Medici, di Isabella d'Este che a 16 anni, nel 1490, sposò Francesco II Gonzaga, divenendo così Marchesa di Mantova.
La Marchesa nel 1514 fu ospite di papa Leone X a Roma, città in cui tornò più volte negli anni a venire.
In quelle occasioni Isabella d'Este scelse Firenze come città di transito.
Prato, come la città di Mantova, fu dominio dei longobardi: potrebbe essere un'altra spiegazione del nome, ricondotto a quel particolare periodo storico.
Un'altra teoria sull'origine del nome narra che nel 1875 due suore di Mantova in pellegrinaggio verso Roma per il Giubileo furono ospitate da Antonio Mattei, e queste per ringraziarlo gli donarono la ricetta della torta Mantovana.

## Differenze
La torta mantovana non è assolutamente da confondere con la sbrisolona, del tutto diversa nella forma e in molti ingredienti, oltre che per zona di produzione che è quella di Mantova.